# زیردریایی یو-۲۱۹
زیردریایی یو-۲۱۹ (به انگلیسی: German submarine U-219) یک زیردریایی است که طول آن ۸۹٫۸۰ متر (۲۹۴ فوت ۷ اینچ) و ارتفاع آن ۱۰٫۲۰ متر (۳۳ فوت ۶ اینچ) می‌باشد. این زیردریایی در سال ۱۹۴۲ ساخته شد.